# Stazione di Venlo
La stazione di Venlo è la principale stazione ferroviaria di Venlo, Paesi Bassi. È una stazione passante di superficie sulle linee ferroviarie Maastricht-Venlo, Viersen-Venlo, Venlo-Eindhoven e Nimega-Venlo.